# Bad Muskau (stacja kolejowa)
Bad Muskau – zamknięta stacja kolejowa w Mużakowie na linii kolejowej nr 365 Stary Raduszec – Mużaków, w powiecie Görlitz, w kraju związkowym Saksonia, w Niemczech.